# Eidgenössisches Sängerfest 1854
Das 6. Eidgenössische Sängerfest fand am 16. und 17. Juli 1854 in Winterthur statt. Insgesamt nahmen 1400 Sänger in 80 Vereinen teil, ausserdem auch ein Gastverein des Schwäbischen Sängerbundes. Organisiert wurde das Fest vom Stadtsängerverein Winterthur (heute Stadtsänger Winterthur). Für das Fest wurde eine 7'000 Personen fassende Festhütte auf dem Areal des heutigen Bahnhofs aufgebaut.
Als Festpräsident fungierte der Pfarrer und Dekan Jakob Schmid. Präsident des Preisgerichts war der bekannte Komponist Franz Xaver Schnyder von Wartensee, Festdirektor der Gesamtaufführung war der Leiter des Stadtsängervereins Ernst Methfessel.

## Rangliste
- 1. Preis: Harmonie Zürich
- 2. Preis: Sängerverein der Stadt Zürich
- 3. Preis: nicht verliehen